# Voynichés
El voynichés es el idioma en el que está escrito el manuscrito Voynich.
Tiene un estilo de escritura claramente legible que puede ser llamado «itálico», en contraposición al estilo de escritura medieval, que era anguloso, engorroso, pesado, lento de escribir y de difícil lectura. Esta escritura itálica apareció en Florencia (Italia), después del 1400 (en el período llamado Quattrocento).
Puesto que se desconoce la clave en la que ha sido cifrado, no se sabe qué valores fonológicos (sonidos) hay que dar a cada signo, de manera que es imposible "leer" o "pronunciar" las palabras escritas (suponiendo que el autor no haya escrito palabras impronunciables, inventadas de principio a fin), aunque sí se sabe que ha sido escrito de izquierda a derecha por lo que, seguramente, ha de leerse igual.
No obstante, gracias al convenio EVA (european voynich alphabet: ‘alfabeto europeo de Voynich’) se podría conjeturar que si existiera un idioma detrás de este escrito, el resultado carecería de parecido con cualquier idioma, actual o extinto, siendo único y con características propias (posibilidad de descomponer las palabras en tres partículas, repetitividad de palabras, aparición de palabras casi idénticas pero con una letra cambiada, etc.). Un ejemplo de texto transliterado con alfabeto es el párrafo que encabeza el folio 67 recto 1 de contenido astronómico o astrológico:
| Texto en EVA teeodaiin shey epairody osaiin yteeoey shey epaiin oaiin daiir okeody qoekshg sar oeteody oteey keey keo keeodal ycheo s o g cheos aiin okesoe aram shees dalaiin m cheodaiin chekeey sar air soar cheey dair cthey |  | Transcripción latina teeodaiin shey epairody osaiin yteeoey shey epaiin oaiin daiir okeody qoekshg sar oeteody oteey keey keo keeodal ycheo s o g cheos aiin okesoe aram shees dalaiin dam cheodaiin chekeey sar air soar cheey dair cthey |

Se puede decir que en este corto párrafo de texto existe un abecedario limitado a 19 letras distintas (en las, que por ejemplo, sh, ch y cth representan una única letra, no dos o tres). También tendría la posibilidad de repetirse ciertas terminaciones (aiin o ey), de variar la longitud de las palabras entre 1 y 9 caracteres, de que algunas palabras estén repetidas en la misma frase (shey), que las palabras pudieran estar formadas siempre por la construcción raíz + terminación (os+aiin, ep+aiin, o+aiin, nada+aiin o dal+aiin) o raíz + centro + terminación (tee+od+aiin, che+od+aiin), y amén de otras complejidades estadísticas que con tan poco texto no se ponen de manifiesto.
Aunque no está muy claro cómo ha sido cifrado, William F. Friedman y Tiltman sostuvieron que por medio de distintos métodos, notorios por sus diferentes "modos" estadísticos, podría ser posible que estemos ante un idioma sintético apriorístico o primitivo, al estilo luliano, capaz de expresar ideas por medio de la codificación con símbolos. Esto último parece ser demostrable por la hipótesis de los grados de libertad en la utilización de símbolos a la hora de formar las "palabras".